# Gabriel Basso
Louis Gabriel Basso III (San Luis, Misuri, 11 de diciembre de 1994), conocido como Gabriel Basso, es un actor estadounidense. Comenzó su carrera como actor infantil y de 2010 a 2013 tuvo un papel regular en la serie de Showtime The Big C. En el cine, protagonizó la película de ciencia ficción Super 8 de 2011 y la comedia dramática de 2013 The Kings of Summer. En 2020, interpretó a JD Vance en el drama Hillbilly, una elegía rural y en 2023, interpretó el papel principal en la serie de suspenso y acción El agente nocturno, ambas para Netflix.

## Biografía
Louis Gabriel Basso III nació en St. Louis, Misuri, el hijo de Marcie y Louis J. Basso. Tiene dos hermanas, las actrices Alexandra y Annalise Basso. Antes de querer ser actor, él intentó ser un jugador de fútbol a nivel profesional.

## Trayectoria profesional
Basso interpretó papeles menores en dos largometrajes a principios de 2007, mientras vivía en St. Louis: Meet Bill, protagonizada por Aaron Eckhart; y Alice Upside Down, protagonizada por Alyson Stoner. La hermana mayor de Basso, Alexandra, también tuvo un papel en este último. Más tarde se mudó con su madre y sus hermanas a Los Ángeles.  Encontró representación en su primera semana allí, consiguiendo un papel principal en la serie web Ghost Town de Dailymotion Kids.  
Basso ha tenido varios papeles como invitado televisivo en series populares como iCarly de Nickelodeon y The Middle de ABC. Desde 2010 hasta 2013, mantuvo un papel regular en la serie de comedia de Showtime The Big C, interpretando a Adam Jamison, el hijo del personaje principal interpretado por Laura Linney. Luego interpretó a Hal Mitchell en la película independiente Alabama Moon (2009), protagonizada por John Goodman y Clint Howard, dirigida por Tim McCanlies y basada en la novela más vendida de Watt Key.
Basso apareció en la película de aventuras de ciencia ficción de JJ Abrams Super 8 (2011) y en la comedia dramática de Jordan Vogt-Roberts The Kings of Summer (2013), que tuvo su estreno en el Festival de Cine de Sundance de 2013.  Luego apareció en la comedia de acción de Kyle Newman Barely Lethal (2015), con Hailee Steinfeld y Dove Cameron.  En septiembre de 2014 se unió al elenco de la primera película como directora de Meg Ryan, Ithaca, junto a Tom Hanks.  Basso también apareció en la película dramática judicial The Whole Truth (2016), dirigida por Courtney Hunt y protagonizada por Keanu Reeves y Renée Zellweger.  En 2020, interpretó al autor JD Vance en la adaptación cinematográfica de Netflix Hillbilly Elegy.
En septiembre de 2021, Basso se incorporó al elenco de la película de suspenso y acción de Netflix, Trigger Warning, dirigida por Mouly Surya.  En noviembre de 2021, estaba previsto que liderara la serie de suspenso y conspiración política The Night Agent con Luciane Buchanan en Netflix, creada por Shawn Ryan y basada en la novela más vendida del New York Times de 2019 del mismo nombre del escritor Matthew Quirk.  En 2022, se unió al elenco de The Strangers Trilogy: The Strangers: Chapter 1 de Renny Harlin. 

## Filmografía completa

### Cine
| Año  | Título original               | Título en España                         | Título en Hispanoamérica                 | Rol                                        | Director                         |
| ---- | ----------------------------- | ---------------------------------------- | ---------------------------------------- | ------------------------------------------ | -------------------------------- |
| 2007 | Meet Bill                     | Meet Bill                                | Meet Bill                                | Niño con cáncer (desacreditado)            | Bernie Goldmann y Melisa Wallick |
| 2007 | Alice Upside Down             | Alice al revés                           | Alice al revés                           | Miembro de Club del teatro (desacreditado) | Sandy Tung                       |
| 2009 | Alabama Moon                  | Luna de Alabama                          | Alabama Moon                             | Hal Mitchell                               | Tim McCanlies                    |
| 2011 | Super 8                       | Super 8                                  | Super 8                                  | Martin Leyó                                | J. J. Abrams                     |
| 2013 | The Kings of Summer           | Los reyes del verano                     | The Kings of Summer                      | Patrick Keenan                             | Jordan Vogt-Roberts              |
| 2014 | The Hive                      | La Colmena                               | Colmena                                  | Adam Goldstein                             | David Yarovesky                  |
| 2015 | Barely Lethal                 | Academia de espías                       | Barely Lethal                            | Gooch                                      | Kyle Newman                      |
| 2015 | Ithaca                        | Ithaca                                   | Ithaca                                   | Tobey George                               | Meg Ryan                         |
| 2015 | Anatomy of the Tide           | Anatomy of the Tide                      | Anatomy of the Tide                      | Kyle Waterman                              | Joel Strunk                      |
| 2016 | American Wrestler: The Wizard | American Wrestler: Luchando Por Un Sueño | American Wrestler: Luchando Por Un Sueño | Jimmy Petersen                             | Alex Ranarivelo                  |
| 2016 | The Whole Truth               | Toda la verdad                           | El abogado del mal                       | Mike Lassiter                              | Courtney Hunt                    |
| 2020 | Hillbilly Elegy               | Hillbilly, una elegía rural              | Hillbilly, una elegía rural              | J. D. Vance                                | Ron Howard                       |
| 2024 | The Strangers: Chapter 1      | Strangers: Capítulo 1                    | Los extraños                             | Gregory                                    | Renny Harlin                     |
| 2024 | Trigger Warning               | Detonantes                               | Detonantes                               | Mike                                       | Mouly Surya                      |
| 2024 | Juror #2                      | Jurado Nº2                               | Jurado #2                                | James Sythe                                | Clint Eastwood                   |

### Televisión
| Año           | Título original             | Rol                   | País / Canal / Tipo                           |
| ------------- | --------------------------- | --------------------- | --------------------------------------------- |
| 2009          | iCarly                      | Falsificación Freddie | Serie -Episodio: "iLook Igualmente"           |
| 2009          | Eastwick                    | Elliot                | Serie - Episodio: "Nieve Mágica y Creepy Gen" |
| 2010          | The Middle                  | Rodney Glossner       | Serie - Episodio: "El Vecino"                 |
| 2010@–2013    | The Big C                   | Adam Jamison          | Serie - 40 episodios                          |
| 2010          | Scared Shrekless            | Adolescente #1 (voz)  | Cortometraje                                  |
| 2011          | The Haunting Hour: La Serie | Teddy                 | Serie - Episodio: "Luces Fuera"               |
| 2012          | Perception                  | Billy Mitchell        | Serie - Episodio: "Kilimanjaro"               |
| 2014          | The Red Road                | Brian Rogers          | Serie - Episodio: "Snaring del Sol"           |
| 2023-presente | The Night Agent             | Peter Sutherland      | Papel principal                               |

### Internet
| Año        | Título original | Rol    | País / Canal / Tipo           |
| ---------- | --------------- | ------ | ----------------------------- |
| 2008@–2009 | Ghost Town      | Marley | Serie - 10 episodios          |
| 2012       | Silverwood      | Jesse  | Serie - Episodio: "Sleepover" |